# Ají de gallina
El ají de gallina es un plato típico de la gastronomía peruana, concretamente de la costa, que consiste en un ají o crema espesa con pechuga de gallina deshilachada. Esta crema es servida con papas cocidas, y en ocasiones con arroz blanco. Es común reemplazar la gallina por pollo.

## Origen
La socióloga e investigadora peruana Isabel Álvarez Novoa sostiene que el origen de este plato estaría en el manjar blanco europeo. De hecho, el denominado Manjar Real del Perú, un postre tipo mazamorra hecho de almendras y gallina, era muy común en diversos recetarios del siglo XIX. Según el periodista y gastrónomo Rodolfo Hinostroza, el origen del ají de gallina estaría en las migas del pastor español. Por su parte, la investigadora culinaria Gloria Hinostroza afirma que se trataría de un mestizaje gastronómico entre las migas hispanas y el uchu andino, potaje que mezclaba diversos tipos de carnes –incluidas las aves– con ají.

## Características

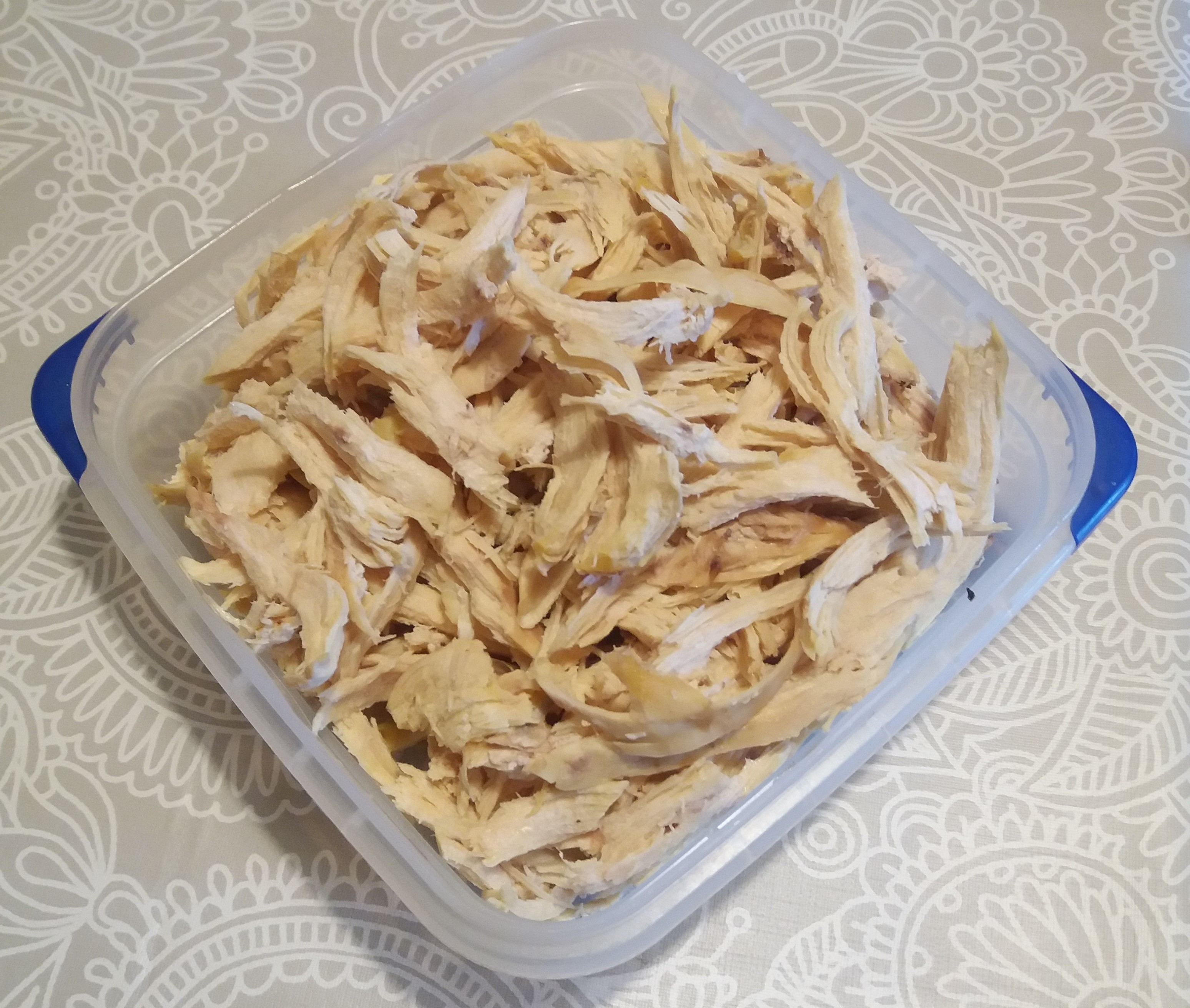
Pechuga de pollo deshilachada para preparar ají de gallina.

El plato se compone de pechuga de gallina previamente cocida y luego desmenuzada o picada a cuchillo. Se prepara un sofrito de cebolla y ají amarillo (o ají mirasol), luego se agregan trozos de pan remojados en caldo de gallina; el líquido se va añadiendo gradualmente para  lograr el espesor necesario, también se suele añadir leche evaporada. En algunas recetas lleva pecanas y queso parmesano. Se sirve junto a papas cocidas y arroz blanco, y se decora con huevo cocido y aceitunas de botija.
A este plato se le conoce como ají de gallina pero se prepara habitualmente con pulpa deshilachada de la pechuga del pollo, sobre todo en estos tiempos donde la industria avícola cría aves por dos meses y las comercializa inmediatamente para consumo humano, a diferencia de las aves de corral de pobladores con chacra que críen gallinas. Otras alternativas son reemplazar la gallina por atún, camarones o huevos.